# Ronin

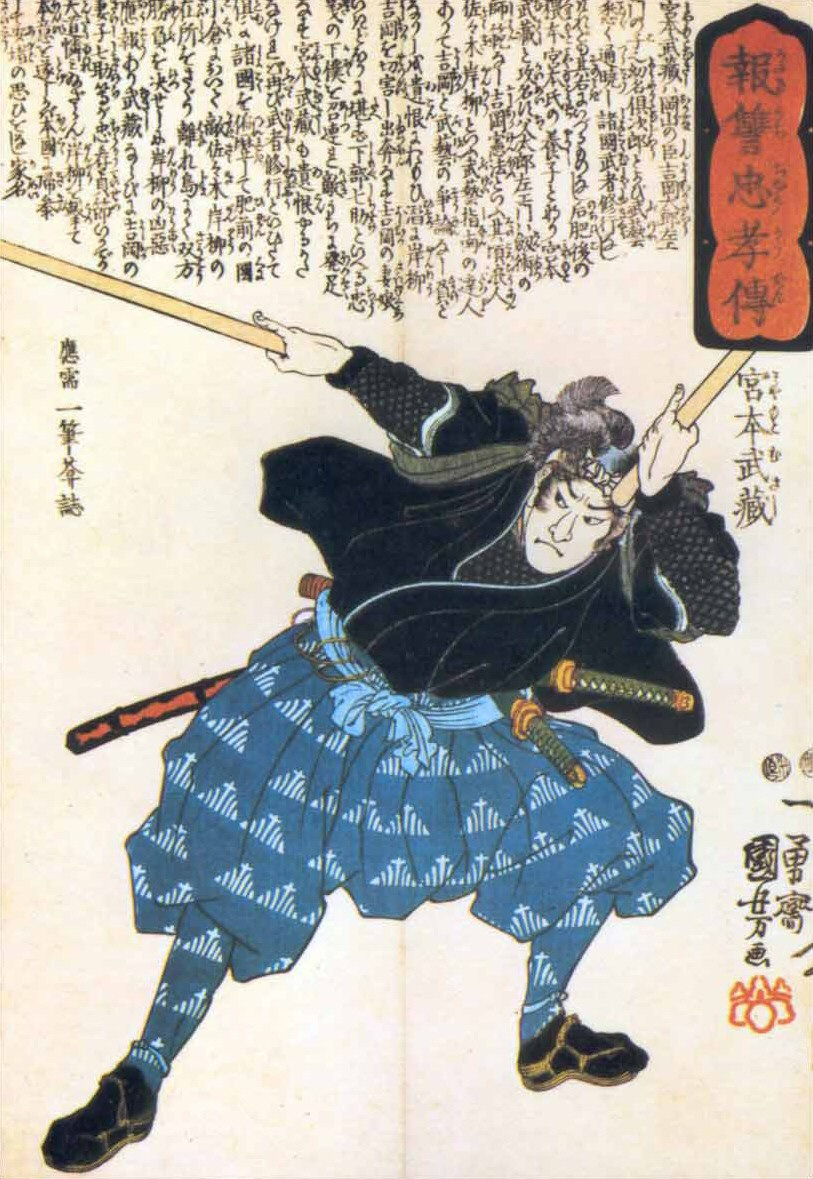
O ronin (que foi um herói nacional japonês) Miyamoto Musashi praticando a sua técnica de duas espadas com boken.

Ronin (浪人; 浪 = Onda, vagar, perambular, 人 = Homem), no Japão feudal foi um samurai que não seguia a um daimyo, ou seja, que não possuía um mestre — princípio básico do bushido de lealdade ao daimyo. Era considerado a profunda forma de penitência de um guerreiro samurai, pois além de não mais possuírem o direito de ter um mestre para seguir, não podiam ceifar a própria vida através do seppuku (ação restauradora da honra), estando eles "presos" a uma vida desonrosa — não possuindo, portanto, um sentido para sua existência. Por não possuírem um daimyo, consequentemente, não possuíam vínculo com alguma terra (feudo) e então vagavam.

## História
O samurai que perdesse seu daimyo deveria praticar o seppuku (切腹) de acordo com o bushido (武士道), porém houve casos em que isso não ocorreu, seja por vontade do daimyo, ou por diversos outros motivos como, por exemplo, a vingança dos quarenta e sete ronin.
Os ronin não seguíam o princípio básico do bushido de lealdade ao daimyo — lembrado que ser ronin nunca foi uma opção e sim uma condição imposta normalmente pelo daimyo — sendo assim, não eram considerados samurai, mas ainda assim portavam um daishō (大小), o símbolo máximo da casta samurai.
Ser ronin consistia em viver peregrinando, ocupando-se de pequenos serviços em troca normalmente da refeição do dia e da pratica das artes samurai. Os ronin tornaram-se temidos por sua grande habilidade em combate e por sua independência do código samurai, o que os tornava muito mais temíveis que os já temidos samurai.
O Ronin em geral é um solitário. Na cultura Japonesa, crê-se que todo homem segue um destino, uma linha. O Ronin por sua vez faz jus ao seu nome: Homem-Onda. Não tem sentido, nem destino (como as ondas do mar).

## Lenda dos 47 ronin
A lenda dos 47 rōnin (四十七士, Shi-jū Shichi-shi, Yon-jū Nana-shi), "Incidente de Akō" (赤穂浪士, Akō rōshi), "Acidente de Genroku Akō (元禄赤穂事件, Genroku akō jikeno) "Lenda dos 47 samuráis", é uma história japonesa, considerada como lenda nacional. Este evento aconteceu aproximadamente no período de 1701 à 1703. É a lenda mais famosa do código de honra Samurai: o Bushidō.
A história conta que um grupo de samurais (exatamente 47) foram forçados a se tornarem rōnin (浪人) (Samurais sem um senhor), de acordo com o código de honra samurai, depois que seu daimyō (senhor feudal) foi obrigado a cometer seppuku (ritual suicida) por ter agredido um alto funcionário judicial nomeado Kira Yoshinaka, em uma sede do governo. Os rōnin elaboraram um plano para vingar o seu daimyō, que consistia em matar Kira Yoshinaka, e toda sua família. Os 47 rōnin esperaram cerca de três anos para não despertarem qualquer suspeita entre a justiça japonesa. Após o assassinato de Kira, se entregaram à justiça e foram condenados a cometer seppuku. Esta lendária história tornou-se muito popular na cultura do Japão, porque mostra lealdade, sacrifício, persistência e honra que as boas pessoas devem preservar em sua vida cotidiana. A popularidade da mística história aumentou rapidamente na modernização da era Meiji no Japão, onde muitas pessoas neste país anseiam em voltar às suas raízes culturais.

## Ficção
- O anime Samurai X, tem como protagonista um Ronin, que ao contrário do que muitos pensam, não é um samurai.

- O filme 47 Ronin, com uma mistura de realidade e ficção, faz referência à história desses samurais.

- No filme Wolverine Imortal, o personagem Logan (Wolverine) vivido por Hugh Jackman é chamado de Ronin.

- Nos quadrinhos da Marvel Comics, o título de Ronin foi usado por vários personagens, sendo o mais conhecido deles o herói Gavião Arqueiro (sendo este inclusive adaptado pelo Universo Cinematográfico da Marvel no filme Vingadores: Ultimato, e na série Hawkeye onde o personagem se torna um Ronin.)